# Fox Plaza (San Francisco)
Fox Plaza es un edificio de 29 pisos y 108 metros de altura construido en 1966. Está situado en 1390 Market Street, en el área del Civic Center de San Francisco (California),  donde se ubicaba el histórico Fox Theatre (1350 Market Street), que fue inaugurado en junio de 1929 y demolido en 1963.
Los primeros doce pisos albergan oficinas. A diferencia de muchos edificios en los que la planta  trece no se numera por superstición, en el Fox Plaza el piso 13 consta como tal, aunque es la planta técnica y no se alquila. El piso 14 posee instalaciones de lavandería así como apartamentos, mientras que los pisos del 15 en adelante son exclusivamente apartamentos. En la planta baja existe un gimnasio para residentes.
En un edificio anexo de poca altura se sitúa un centro comercial que alberga una cooperativa de ahorro y crédito, un gimnasio, oficinas, una cafetería Starbucks y una oficina de correos. Los propietarios actuales del complejo se encuentran en proceso de tramitación de los permisos para demoler el centro comercial y reemplazarlo por otro de unos 37 metros de altura con condominios de alquiler.